# أريلد داهل
أريلد داهل (بالنرويجية البوكمول: Arild Dahl)‏ هو مصارع رياضي نرويجي، ولد في 7 أكتوبر 1902 في تروندهايم في النرويج، وتوفي في 28 مارس 1984.

## وصلات خارجية
- أريلد داهل على موقع قاعدة بيانات المصارعة الدولية (الإنجليزية)
- أريلد داهل على موقع أوليمبيديا (الإنجليزية)